# Agapetes camelliifolia
Agapetes camelliifolia är en ljungväxtart som beskrevs av S.H. Huang. Agapetes camelliifolia ingår i släktet Agapetes och familjen ljungväxter. Inga underarter finns listade i Catalogue of Life.